# Dampierre-en-Yvelines
Dampierre-en-Yvelines är en kommun i departementet Yvelines i regionen Île-de-France i norra Frankrike. Kommunen ligger i kantonen Chevreuse som tillhör arrondissementet Rambouillet. År 2022 hade Dampierre-en-Yvelines 1 003 invånare.

## Befolkningsutveckling
Antalet invånare i kommunen Dampierre-en-Yvelines
| Referens: INSEE |